# شاید وقتی دیگر
شاید وقتی دیگر فیلمی سینمایی ساختهٔ بهرام بیضایی به سالِ ۱۳۶۶ با بازیِ سوسن تسلیمی و داریوش فرهنگ است، از روی فیلم‌نامه‌ای به نامِ وقت دیگر، شاید . . . کارِ بیضایی.

## داستان
مدبّر، گویندهٔ گفتارِ متنِ فیلم‌های تلویزیونی، در نمایی از یک فیلمِ مستند زنش، کیان، را در سواریِ مردِ ناشناسی می‌بیند. با کمکِ کارگردان و تدوین‌گر مردِ بیگانه را، که عتیقه‌فروش است و حق‌نگر نام دارد، می‌جوید. در دیدار با حق‌نگر درمی‌یابد که زنی که در فیلم دیده ویدا است که خواهرِ دوقلوی کیان است و همسرِ حق‌نگر. مدبّر به بهانهٔ ساختنِ فیلمی دربارهٔ آثارِ عتیقه با همکارانش به خانهٔ حق‌نگر راه یافته و از کیان می‌خواهند که به جمعشان بپیوندد. کیان پس از دیدارِ ویدا پی‌می‌برد که پدرشان در کودکی مرده و مادر نیز کیان را از سرِ تنگدستی سرِ راهی گذاشته و او را زن و مردی دیگر پرورده‌اند. کیان پس از ترکِ خانهٔ حق‌نگر آسوده می‌شود که خود را بازیافته است.

## فیلم‌نامه
فیلم‌نامهٔ این فیلم با نامِ وقت دیگر، شاید . . . با طرحی از آیدین آغداشلو بر جلد به سالِ ۱۳۶۸ به وسیلهٔ انتشاراتِ ابتکار چاپ شد.

## موسیقی
بابک بیات موسیقیِ این فیلم را ساخت. در رأی‌گیریِ سالِ ۱۳۸۷ مجلّهٔ صنعت سینما این بهترین موسیقیِ فیلم در تاریخ سینمای ایران شناخته شد.

## نمایش
سالِ ۱۳۶۶ فیلم‌برداری به انجام رسید و، علی رغمِ گمانِ بیضایی که فیلم به جشنواره نمی‌رسد، در جشنواره فجر ۱۳۶۶ به نمایش درآمد. چند سال پس از نمایشش در سینماها، شاید وقتی دیگر عصرِ روزِ جمعه‌ای در اسفندِ ۱۳۷۰ از شبکهٔ ۱ تلویزیونِ دولتیِ ایران هم پخش شد.

## دربارهٔ فیلم
. . . آخرین روز ششمین جشنواره (بهمن ۱۳۶۶) . . . که بنا بود شاید وقتی دیگر . . . ساعت هشت صبح در سینما شهر قصه به نمایش درآید تا کمتر کسی آن را ببیند، غافل از آن که دوستداران سینما از شب پیش با پتو در کنار سینما اطراق کرده بودند و وقتی صبح علی‌الطلوع همراه با هوشنگ گلمکانی، مسعود مهرابی و عباس یاری به سینما رسیدیم، دیدیم اصلاً نمی‌شود وارد پیاده‌رو شد، چه برسد به آن که کارت‌های‌مان را به گیشه ارائه بدهیم. . . .

شهرام جعفری‌نژاد، ۱۳۹۶

. . . فیلم بیضایی به لحاظ پیچیدگی هنری و ژرفای فکر از مارنی پیشی گرفته است.

جهانبخش نورایی، ۱۳۶۷

فیلم بیضایی یک مو از هیچکاک و ولز و کوروساوا پایین‌تر نمی‌آید. باید پرسید که فیلمساز مؤلف، اگر تو برای تماشاگر باسواد و روشنفکر آن سوی دنیا از کوروساوا و تارکوفسکی حرف می‌زنی که خودش اصلش را خیلی بهتر از این کپی‌های نیم‌بند گیرمی‌آورد و می‌بیند. اگر برای ایرانی جماعت می‌سازی که اینها آخر به کار کدام تماشاگری می‌آید؟

پرویز نوری، ۱۳۶۷
شاید وقتی دیگر نه فیلمِ جنایی است و نه فیلمِ وحشت؛ و، از این حیث، علیرضا کاوه این فیلم را جزوِ گونه‌ای از ملودرامِ جهانِ سوّمی دانسته که در تنگنای کارِ سینمایی از ویژگی‌های سینمای دلهره بهره می‌برد.
نگار متّحده دربارهٔ فنِّ تدوینِ بیضایی در این فیلم نظریاتِ نوینی پیش نهاده است.
کیومرث پوراحمد از نخوتِ و تلخیِ نگاهِ بیضایی گله کرد.

## بازیگران
| بازیگر         | نقش               |
| -------------- | ----------------- |
| سوسن تسلیمی    | کیان؛ ویدا؛ مادر  |
| داریوش فرهنگ   | مدبّر              |
| علیرضا مجلّل    | حق‌نگر             |
| سیروس نصیری    | وجدانی            |
| رضا رادمنش     | رحمتی             |
| جمشید لایق     | پزشک              |
| حسین محجوب     | گدا               |
| اکبر دودکار    | مراقبِ عتیقه‌فروشی  |
| سیامک اطلسی    | فروشندهٔ پوشاک     |
| قدرت‌الله لطیفی | پدر               |
| سیمین انصاری   | مادر              |
| حسن دادشکر     | مأمور در راهنمایی |
| سعید شریفیان   | نمایش‌دهندهٔ فیلم   |
| رؤیا افشاری‌نسب | زنِ فیلمِ مستند     |
| علیرضا خمسه    | بازیگرِ تلویزیون   |

حمید سمندریان هم دعوت شده بود، ولی بازی در این فیلم را نپذیرفت.

## عوامل
- دستیارِ کارگردان: واروژ کریم مسیحی
- صدا: جهانگیر میرشکاری، بهروز معاونیان، اصغر شاهوردی
- طرّاحِ صحنه: ایرج رامین‌فر
- عکس: عزیز ساعتی
- چهره‌پرداز: مژده شمسایی، رضا قومی، غلام جهان مهر، فرهنگ معیّری

## جایزه‌ها
- لوحِ زرّینِ بهترین فیلم‌برداری در جشنوارهٔ فیلمِ فجرِ ۱۳۶۶
- کاندیدای بهترین موسیقی از جشنواره فیلم فجر ۱۳۶۶
- نامزد لوح زرین بهترین تدوین از جشنواره فیلم فجر ۱۳۶۶
- کاندیدای بهترین صدابرداری از جشنواره فیلم فجر ۱۳۶۶